# Зульцер, Иоанн Георг
Иоанн Георг Зульцер (нем. Johann Georg Sulzer; 16 октября 1720, Винтертур — 27 февраля 1779, Берлин) — немецкий философ-эстетик.
Был профессором математики в дворянской академии в Берлине. В своём главном труде, пользовавшемся в своё время большим распространением: «Allgemeine Theorie der schönen Künste» (Лпц., 1771—1774, также 1792—1794; с дополнениями Бланкенбурга 1796—1798, Дика и Шютца 1792—1808), Зульцер стремился к эклектическому примирению философии Вольфа с эстетическими воззрениями французских и английских мыслителей.
В 1751 и 1752 Зульцер в статьях, перепечатанных в его Vermischte Schriften (Лпц., 1773—1785) развивал мысль, что тёмные представления души сводятся, главным образом, к ощущениям её собственного состояния, и видел в этих ощущениях нечто среднее между ясными представлениями и желаниями. Этим было положено начало учению о тройственности способностей человеческой души, более подробно развитому Мендельсоном. На русский язык переведены его «Разговоры о красоте естества» (СПб. 1777), «Новая теория удовольствий» (Левитский, изд. главн. правлен. училищ, СПб. 1813), «О полезном с юношеством чтении древних классических писателей мнение» (СПб. 1774), «Сокращение всех наук и других частей учености» (М. 1781), и «Упражнение к возбуждению внимания и размышления» (СПб. 1801).